# Баляга
Баляга́ — село (в 1958—2019 годах — посёлок городского типа) в Петровск-Забайкальском районе Забайкальского края России. Административный центр сельского (до 30 декабря 2019 года городского) поселения «Балягинское».
В посёлке — железнодорожная станция Баляга (ЗабЖД) на Транссибирской магистрали.

## География
Расположен в 16 км к юго-востоку от города Петровска-Забайкальского, на реке Маргентуй (правый приток Хилка). У северной окраины посёлка проходит федеральная автомагистраль Р258 «Байкал», от неё ответвляется в юго-западном направлении региональная автодорога Р425 Баляга — Ямаровка.

## История
Посёлок основан в 1899 году при строительстве Забайкальской железной дороги. Статус посёлка городского типа — с 1958 года. В 2019 году преобразован в сельский населённый пункт.
С 1958 года в посёлке функционировал Катангарский лесокомбинат, закрытый в начале XXI века.

## Население
| 1959  | 1970  | 1979  | 1989  | 2002  | 2009  | 2010  | 2011  |
| ----- | ----- | ----- | ----- | ----- | ----- | ----- | ----- |
| 4186  | ↗5268 | ↘5085 | ↘5068 | ↘3720 | ↘3596 | ↘3322 | ↘3302 |
| 2012  | 2013  | 2014  | 2015  | 2016  | 2017  | 2018  | 2019  |
| ↘3207 | ↘3114 | ↘3070 | ↘3029 | ↘2990 | ↘2935 | ↘2867 | ↘2829 |
| 2021  |       |       |       |       |       |       |       |
| ↘2743 |       |       |       |       |       |       |       |

## Инфраструктура
В посёлке имеются средняя, общая, школа искусств, детский сад, Центр досуга и творчества, взрослая и детская библиотеки, больница.

## Разное
Входит в Перечень населенных пунктов Забайкальского края, подверженных угрозе лесных пожаров